# Kẽm hydride
Kẽm hydride là một hợp chất vô cơ có thành phần chính gồm hai nguyên tố là kẽm và hydro, với công thức hóa học được quy định là ZnH2. Hợp chất này tồn tại dưới dạng thức là một chất rắn không màu trắng, không mùi mà từ từ phân hủy thành các nguyên tố thành phần ở nhiệt độ phòng; mặc dù đây là hợp chất hydride kim loại ổn định nhất. Nhiều hợp chất phối hợp có chứa liên kết Zn–H được sử dụng làm chất khử, tuy nhiên ZnH2 không có ứng dụng chung.

## Phát hiện và tổng hợp
Kẽm(II) hydride được Hermann Schlesinger tổng hợp lần đầu tiên vào năm 1947, thông qua một phản ứng giữa dimetylzinc và lithi nhôm hydride, một quá trình hơi nguy hiểm do bản chất tự nhiên của Zn(CH3)2.
Zn(CH3)2 + 2 LiAlH4 → ZnH2 + 2 LiAlH3CH3
Các phương pháp sau này chủ yếu là phản ứng phản ứng muối giữa các kẽm halide và kim loại kiềm hydride, an toàn hơn đáng kể. Những ví dụ bao gồm:
ZnBr2 + 2LiH → ZnH2 + 2LiBr
ZnI2 + 2 NaH + → ZnH2 + 2NaI
ZnI2 + 2 LiAlH4 → ZnH2 + AlH3 + 2LiI
Một lượng nhỏ khí kẽm(II) hydride cũng đã được sản xuất bằng cách cắt kẽm bằng laser dưới khí hydro và các kỹ thuật năng lượng cao khác. Những phương pháp này đã được sử dụng để đánh giá các tính chất của dạng khí.